# La vita privata di Elena di Troia
La vita privata di Elena di Troia (The Private Life of Helen of Troy) è un film muto del 1927 diretto da Alexander Korda. Il titolista Gerald C. Duffy, che morì quell'anno, ricevette il premio Oscar postumo.
La sceneggiatura di Casey Robinson  e Carey Wilson si basa sull'omonimo romanzo di John Erskine, pubblicato a Indianapolis nel 1925, e sull'opera teatrale The Road to Rome di Robert E. Sherwood (New York, 1927).
Per la protagonista, l'ungherese María Corda, questo fu il primo di due film girati dall'attrice negli Stati Uniti. In entrambe le pellicole, fu diretta dal marito, il regista Alexander Korda.

## Trama
A Sparta, la giovane Elena, moglie del re Menelao, è irrequieta. Trascurata dal marito tutto preso dagli affari di stato, la bella regina si annoia. Così, quando a corte si presenta in visita Paride, giovane e affascinante principe troiano, Elena non può far altro che cedere all'amore decidendo di fuggire con l'amato alla volta di Troia. Il marito tradito, alla testa delle armate greche, attraversa il mare e, per vendicarsi del torto subìto, stringe d'assedio la città dove hanno trovato rifugio i due amanti. La guerra, che la fuga d'amore aveva scatenato, finisce con la completa sconfitta dei troiani. Ora, i greci vincitori si aspettano che il re di Sparta vendichi il proprio onore mettendo a morte la moglie fedifraga. Ma Elena non ha perduto il suo leggendario fascino: usando le sue arti ammaliatrici, con vezzi e moine riesce ad ammansire il marito che finisce per riprenderla con sé, riportandosela di nuovo in patria. Ma, a Sparta, Elena, che ha ripreso il suo ruolo di regina, è ancora una volta in preda all'irrequietezza: la vita spartana sembra non far per lei. E questa volta sarà il principe di Itaca a diventare oggetto del suo nuovo interesse amoroso e compagno della sua nuova avventura.

## Produzione
Il film fu prodotto dalla First National Pictures

## Distribuzione
Il copyright del film, richiesto dalla First National Pictures, Inc., fu registrato il 23 dicembre 1927 con il numero LP24793.
Distribuito dalla First National Pictures, il film uscì nelle sale cinematografiche statunitensi il 9 dicembre 1927, in quelle italiane nel 1928.
Copia completa della pellicola viene conservata negli archivi del BFI di Londra.

## Riconoscimenti
- Oscar alle migliori didascalie 1929